# Isopterygium macoense
Isopterygium macoense är en bladmossart som beskrevs av Bescherelle 1887. Isopterygium macoense ingår i släktet Isopterygium och familjen Hypnaceae. Inga underarter finns listade i Catalogue of Life.